# Theater Freiburg

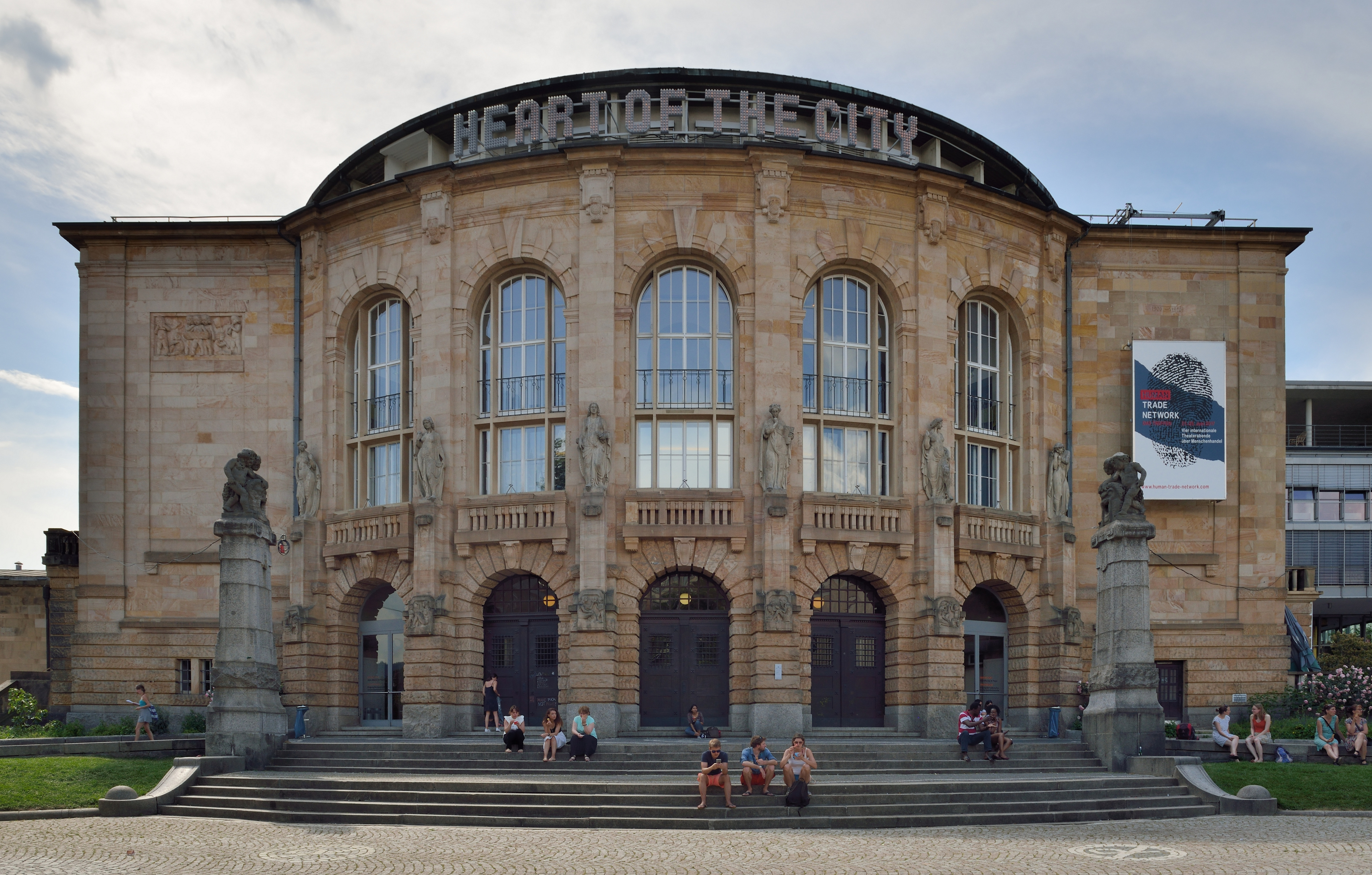
Frontalsicht auf das Theatergebäude mit Haupteingang (2017)

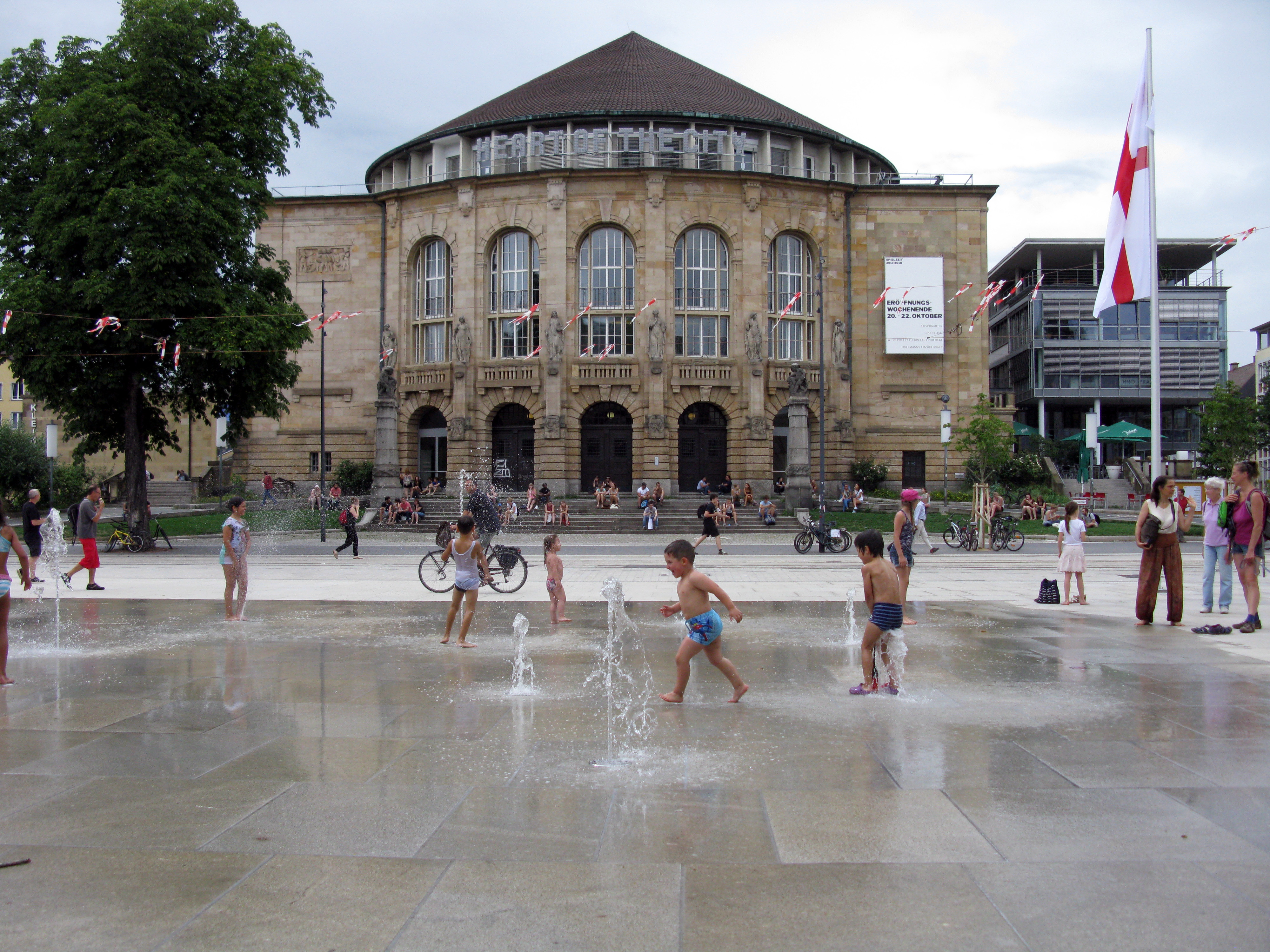
Stadttheater mit Wasserfontänen auf dem Platz der Alten Synagoge

Das Theater Freiburg (teilweise auch Stadttheater Freiburg, ehemals Städtische Bühnen Freiburg) ist das älteste und größte Theater in der Stadt Freiburg im Breisgau. Es befindet sich am Rande der Freiburger Altstadt an der Ecke Bertoldstraße und Platz der Alten Synagoge. Das Gebäude vereint vier Spielstätten unter einem Dach: das Große Haus, das Kleine Haus, die Kammerbühne und den Werkraum. Im Winterer-Foyer finden zusätzlich Autorenlesungen wie die Litera-Tour, aktuelle Vortragsabende wie die Reihe Schule träumen sowie Kammerkonzerte statt. Das Theater wird seit September 2005 als Eigenbetrieb geführt. Der Jahresetat wird weit überwiegend von der Stadt und dem Land Baden-Württemberg finanziert und umfasst rund 32 Mio. Euro (Stand 2019). Die Besucherzahlen liegen bei etwa 190.000 je Spielzeit.

## Geschichte

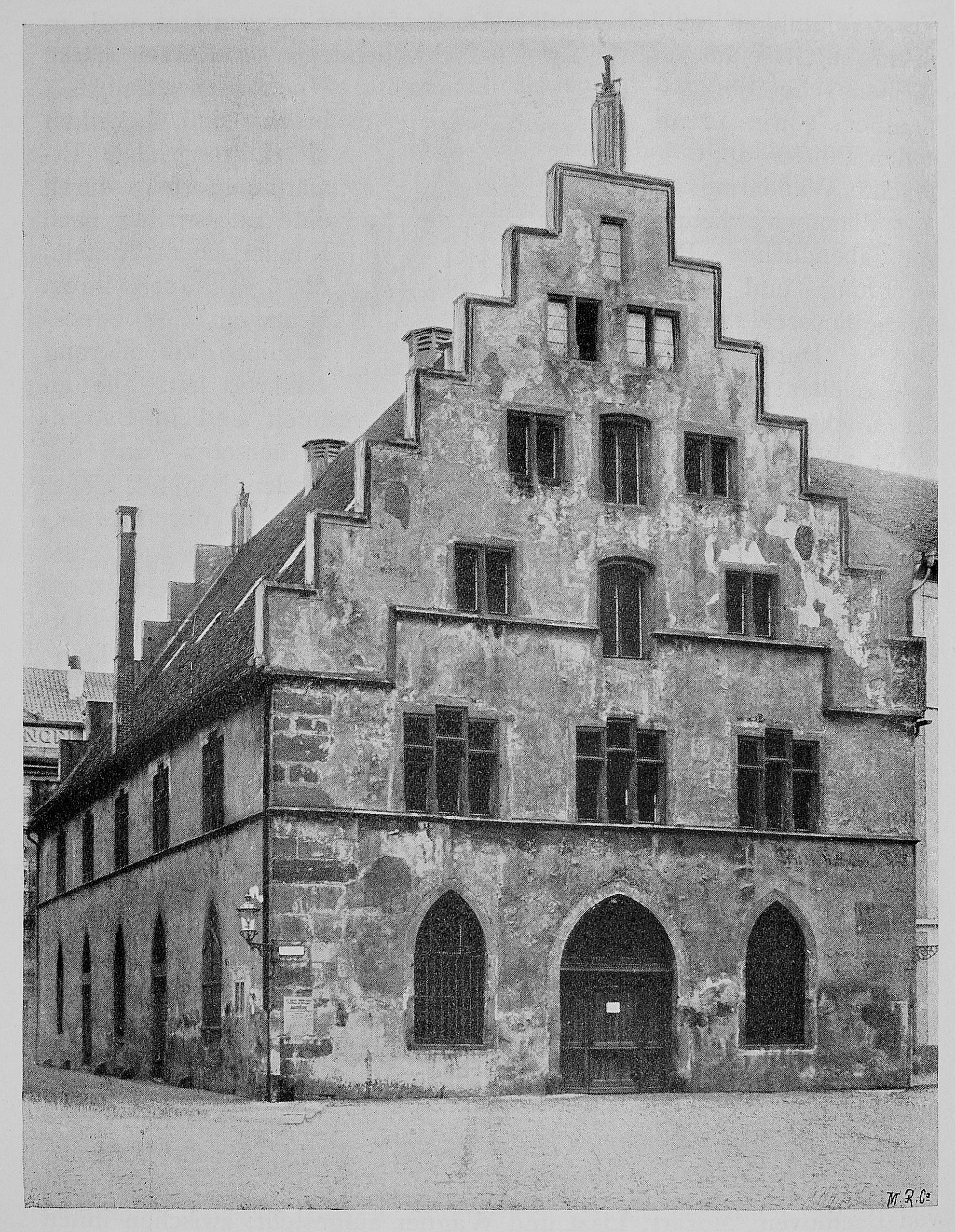
Kornhaus (um 1890)

Der Ursprung des professionellen Theaters in Freiburg liegt im Besuch von Marie Antoinette im Mai 1770 anlässlich ihres Brautzuges, für den die Landstände die Schauspieltruppe  Korn’sche Theatergesellschaft engagierten. Die Aufführungen fanden im Theatersaal des Gymnasium Academicum der Jesuiten statt, dem späteren Bertholdgymnasium. Auf dem Grundstück des zerstörten Gebäudes, das nach dem Umzug des Gymnasiums zur ersten Freiburger Universitätsbibliothek wurde, findet sich heute die Buchhandlung Rombach.
Die vorderösterreichische Regierung Freiburg erlaubte der Schauspieltruppe weitere Vorstellungen im Kornhaus am Münsterplatz zu geben. Fortan wurde das Commoedihaus von durchziehenden Theatertruppen bespielt. Nach Aufhebung des Jesuitenkollegs im Jahr 1773 erhielt das Kornhaus 1785 eine neue Bühne mit Einrichtung und Kulissen von ebenda sowie einen kleinen Zuschauersaal mit Parkett und Rängen. Mozarts Entführung aus dem Serail wurde 1793 aufgeführt, ein Jahr später folgte Die Zauberflöte.

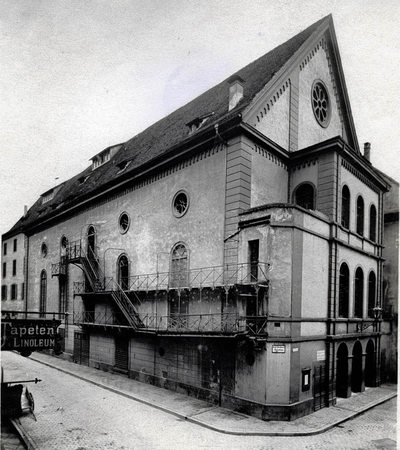
Augustiner-Eremiten-Kirche als Stadttheater (1910)

Das Kornhaus wurde bis in die ersten Jahrzehnte des 19. Jahrhunderts genutzt, dessen Räume sich aber zunehmend als ungeeignet für einen „modernen“ Theaterbetrieb erwiesen. So entschloss man sich, die Kirche des leer stehenden Klosters der Augustinereremiten für den Theaterbetrieb zu nutzen. Der Architekt Christoph Arnold wurde beauftragt, das Gebäude entsprechend umzubauen. Im Jahr 1823 konnte dort der Theaterbetrieb aufgenommen werden. 1866 wurde das „Privilegierte Theater“ auf Beschluss des Gemeinderates von der Stadt übernommen. Die erste Spielzeit des nun „Städtischen Theaters“ wurde mit Lessings Emilia Galotti eröffnet.

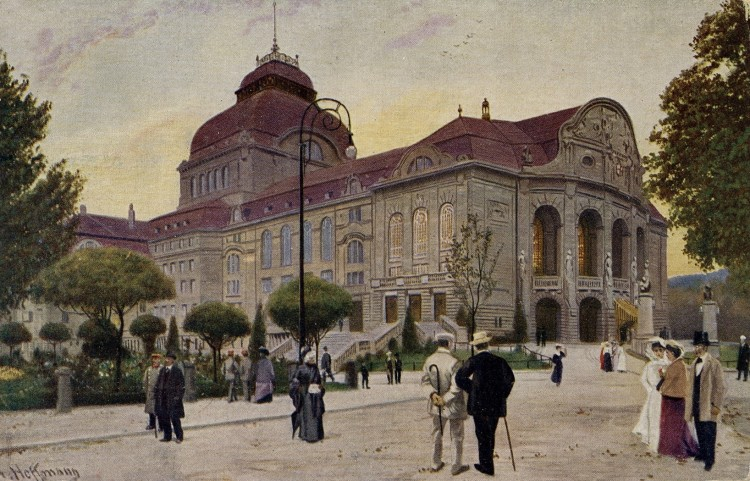
Stadttheater auf einer Postkarte von Heinrich Hoffmann (ca. 1910)

Das heutige Theatergebäude wurde unter Oberbürgermeister Otto Winterer und Stadtbaumeister Rudolf Thoma ab 1905 nach Plänen des Berliner Architekten Heinrich Seeling auf dem Gelände der ehemaligen Bastion „Dauphin“ der Vaubanschen Stadtbefestigung im neobarocken Stil erbaut. Die Bauplastik am Gebäude wurde von Hermann Feuerhahn in Gips modelliert und von sechs Freiburger Bildhauern ausgeführt. Dies waren Julius Seitz, seine Schüler Louis Granget, Theodor Hengst und August Müssle sowie Ludwig Kubanek und Albert Mayer, letzterer aus Berlin. Das Gebäude wurde am 8. Oktober 1910 mit der Aufführung von Wallensteins Lager von Friedrich Schiller und der Festwiese aus Richard Wagners Meistersinger von Nürnberg eröffnet.
Während des Ersten Weltkriegs war der Theaterbetrieb zunächst reduziert und wurde am 14. September 1915 schließlich ganz eingestellt. Bei einem Bombenangriff am 14. April 1917 wurde das Theater an der Südseite getroffen. Der Spielbetrieb wurde im Januar 1919 wieder aufgenommen.
1936 wurde eine neue Spielstätte, die Kammerspiele, mit einer Aufführung des Stücks Der Brandner Kasper schaut ins Paradies von Joseph Maria Lutz eröffnet. Im Sommer 1939 gestaltete Joseph Schlippe, der Leiter des Städtischen Hochbauamts, den Zuschauerraum nach dem Geschmack der Zeit völlig neu: der Jugendstilstuck wurde weitgehend entfernt, der gesamte Raum sollte in einem schlichten Stil erscheinen.

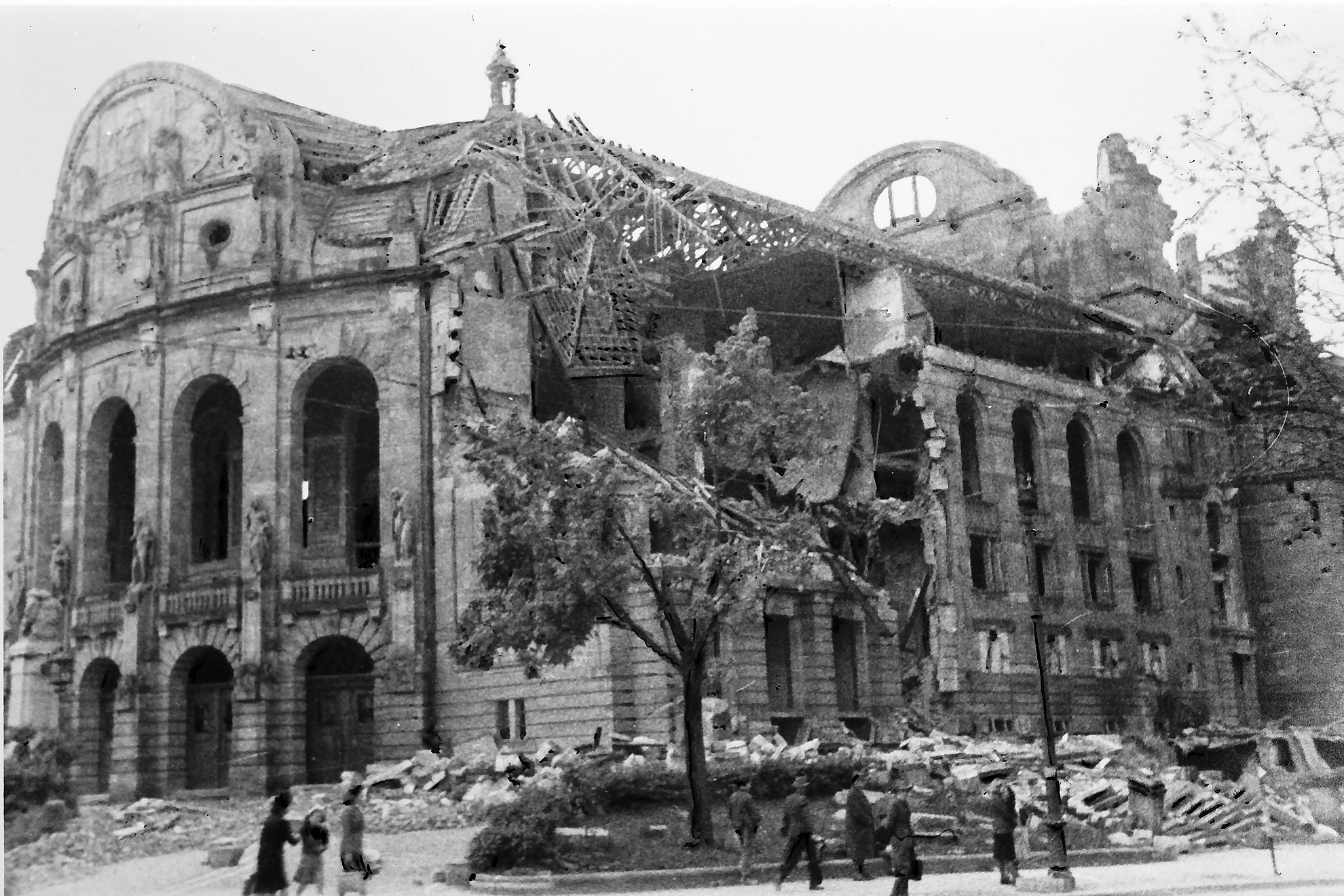
1944 zerstörtes Theater

Am 1. September 1944 wurde das Freiburger wie alle deutschen Theater geschlossen. Wenig später, im Zuge der Bombenangriffe auf Freiburg im November 1944 wurde das Theater massiv beschädigt. Schon im Oktober 1945 wurde der Spielbetrieb jedoch wieder aufgenommen; das erste Stück war Nathan der Weise von Lessing. Gespielt wurde in nicht zerstörten Sälen in der Innenstadt und der Wiehre. Die Kammerspiele bekamen 1946 eine neue Spielstätte in der Wiehre. Das eigentliche Theatergebäude wurde nach dem Zweiten Weltkrieg unter Oberbürgermeister Wolfgang Hoffmann  wieder aufgebaut – der Oberbürgermeister warb durch eigene Klavierkonzerte persönlich für den Wiederaufbau und erspielte zudem einen Betrag von 120.000 DM zur Finanzierung des Wiederaufbaus. Im Dezember 1949 konnte das Große Haus mit einer Aufführung von Richard Wagners Meistersingern von Nürnberg wieder eröffnet werden. Im unteren Bereich des nur vereinfacht wieder errichteten Gebäudes eröffneten die beiden Kinos Kamera (heute Winterer-Foyer) und Kurbel (heute Kleines Haus) – auch diese kommerzielle Nutzung sollte der Finanzierung des Wiederaufbaus dienen. 1958 wurden die Kammerspiele in der Wiehre aufgegeben, dafür aber im Theatergebäude das Kammertheater mit Max Frischs Biedermann und die Brandstifter eröffnet.

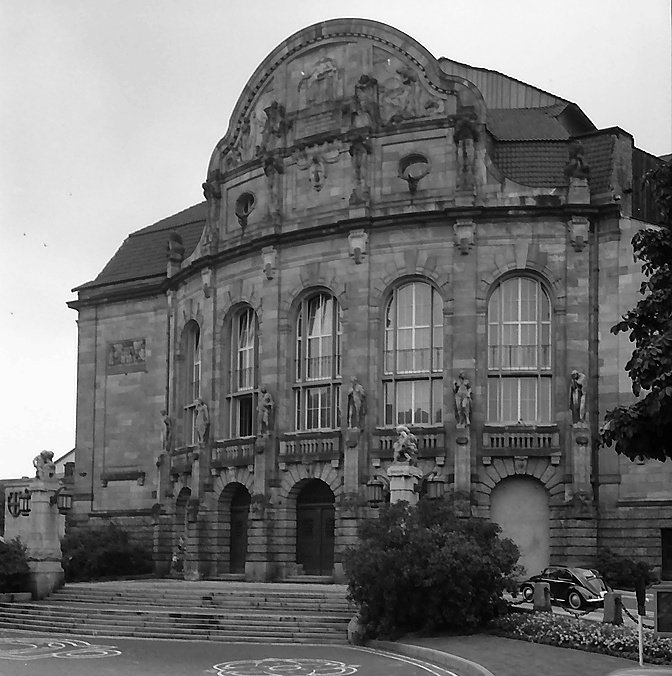
Stadttheater 1960 mit Jugendstil-Giebel

Bei einem ersten Umbau 1962 wurde unter dem Dach eine Probebühne errichtet. Dabei wurde der charakteristische und erhalten gebliebene Jugendstil-Schaugiebel entfernt. 1970 wurde die Kamera innerhalb des Gebäudes verlegt und in dessen Räumen eine weitere Bühne, das Podium, eingebaut. 1973 gestaltete Horst Antes an der immer noch provisorischen riesigen Westfront des Theaterbaus ein Wandbild mit Emailfarben auf Metallplatten. Mit dem Umbau und der Modernisierung zwischen 1996 und 1998 wurde auch die Kurbel geschlossen, in dessen Räumen das Kleine Haus als Schauspielbühne eingerichtet wurde. Dafür wurde an der Westseite des Gebäudes ein Anbau angefügt, der durch die Cinemaxx-Kinos genutzt wird. Das Kunstwerk von Antes musste dafür wieder abgenommen werden und ist seitdem, in Einzelteile zerlegt, eingelagert. Im Jahr 2023 wurden Vorschläge laut, das Kunstwerk wieder öffentlich auszustellen. Die Stadt einigte sich mit Horst Antes auf das Parkhaus an der Uniklinik an der Breisacher Straße als Standort.
Im Sommer 2004 ernannte der Freiburger Gemeinderat Barbara Mundel zur Nachfolgerin von Amelié Niermeyer, die das Haus von 2002 bis 2005 leitete. Die Amtszeit von Mundel begann nach einer Interimssaison in der Spielzeit 2006/2007. In den elf Jahren ihrer Arbeit in Freiburg machte das Theater mehrfach im Rahmen der Umfrage der Fachzeitschrift Die deutsche Bühne in der Kategorie „bemerkenswerte Theaterarbeit jenseits der großen Zentren“ auf sich aufmerksam. Mundels Hauptanliegen war die Öffnung der Institution Stadttheater zur Stadt sowie die Ausweitung der Programmatik auf aktuelle gesellschaftliche Themen, die Generalfrage der Spielpläne der ersten Jahre lautete: „In welcher Zukunft wollen wir leben?“ Ein weiterer Schwerpunkt war der Ausbau der Angebote für Kinder und Jugendliche, was 2009 zur Gründung der Sparte „Junges Theater“ führte.
Ab dem 8. Oktober 2010 ragte ein großer Schriftzug mit „Heart of the City“ (Herz der Stadt) über den Eingangsportalen zum Theater, mit dem die Wechselbeziehungen zwischen Stadt und Theater unterstrichen werden sollten. Nachts leuchteten die einzelnen Buchstaben auf eine Weise, sodass wechselnd „Heart“ (Herz) und „Art“ (Kunst) zu lesen war. Der Schriftzug wurde 2017 im Rahmen des Intendanzwechsels entfernt.
In der Spielzeit 2010/11 wurden etwa 30 Premieren präsentiert, hunderte von Vorstellungen stehen jährlich zur Auswahl.
Im Sommer 2012 wurde mit dem ersten von zwei Abschnitten zur Sanierung der Bühnentechnik begonnen, in deren Zuge u. a. die Handkonterzüge durch modernere Technik ersetzt werden. Seit Oktober 2013 gibt es einen Aufzug von der Theaterpassage bis zum 2. Rang. Der zweite Abschnitt begann im März 2014 mit dem Umzug des Großen Hauses für vier Monate in eine mobile Theaterhalle auf dem Ganter-Areal in der Oberau. Auch das Kleine Haus war wegen des Baulärms für die Dauer der Sanierung geschlossen sein. Kammerbühne und Werkraum blieben geöffnet. Wegen Zahlungsschwierigkeiten des Bühnentechnik-Unternehmens Trekwerk konnte die Sanierung nicht termingerecht fertiggestellt werden und die Eröffnung Spielzeit 2014/15 musste um sechs Wochen verschoben werden. Das Theater forderte von Trekwerk Schadensersatz in Höhe der Mehrkosten von zunächst einer halbe Million Euro, später 410.000 Euro, von denen nach Einigung Trekwerk 267.000 Euro erstattet.
Auf den Grünflächen vor dem Theater wurde von 2012 bis zur Umgestaltung des Platzes der Alten Synagoge im Jahr 2017 unter der Regie des Choreografen Graham Smith urbaner Gartenbau betrieben. Mittlerweile ist der urbane Garten rund um das Theater komplett verschwunden.
Im Sommer 2017 unterlag das Theater der Klage von drei Bühnentechnikern vor dem Arbeitsgericht. Sie waren als künstlerisches Personal eingestuft worden und nicht als Techniker. Daher wurden sie nur befristet angestellt und erhielten keinen unbefristeter Vertrag nach dem Tarifvertrag des öffentlichen Dienstes. Das Theater ging in die Revision, die nun vor dem Landesarbeitsgericht verhandelt wird. Dessen Urteil hat möglicherweise bundesweit Folgen für die Theater.

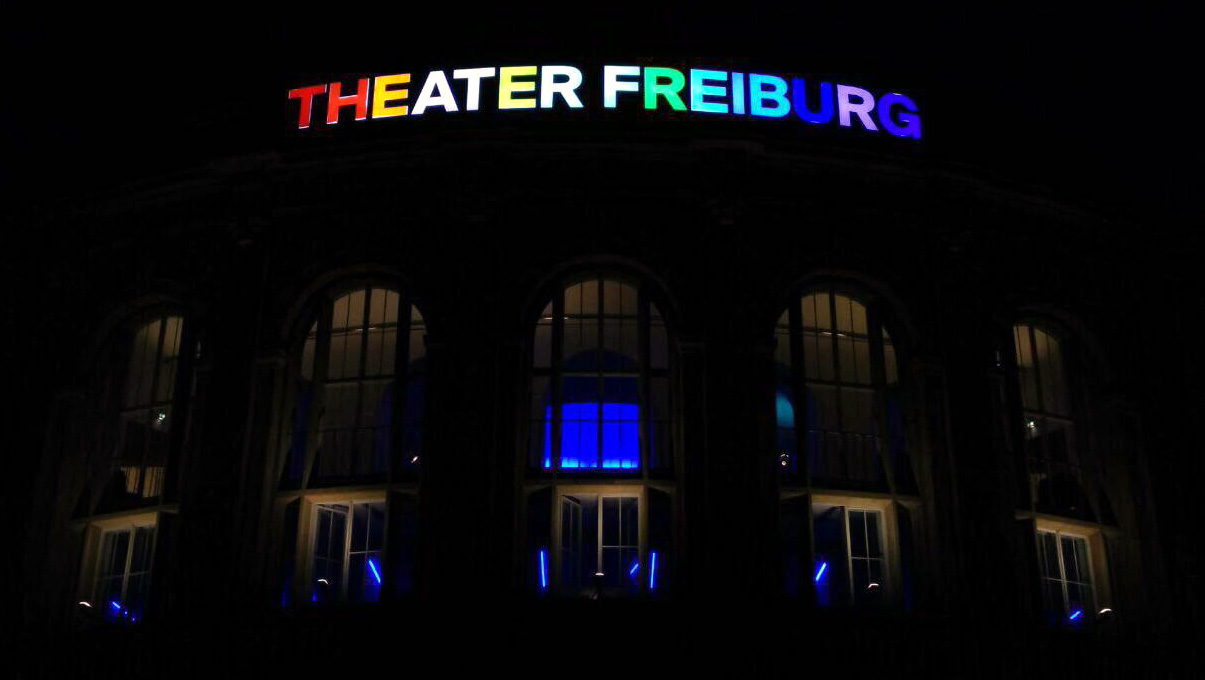
Schriftzug in Regenbogenfarben zum CSD Freiburg 2018

Im September 2017 übernahm Peter Carp, der bisher das Theater Oberhausen leitete, als Intendant das Theater Freiburg. In einer Pressekonferenz stellte er im Mai 2017 den Spielplan seiner ersten Spielzeit 2017/18 und sein neues Leitungsteam vor. Neben Chefdramaturg Rüdiger Bering werden u. a. Tatjana Beyer (Musiktheater), Adriana Almeida Pees (Tanz) und Michael Billenkamp (Schauspiel) die künstlerische Handschrift des Hauses prägen. Das Junge Theater wird weiterhin von Michael Kaiser geleitet, der bereits seit 2006 die Freiburger Kinder- und Jugendsparte verantwortet.
Zum Start der Spielzeit 2017/2018 wurde der bisherige Schriftzug von der Fassade entfernt und schließlich durch „Theater Freiburg“ im Stil des neuen Corporate Designs ersetzt. Als Zeichen für Vielfalt und Akzeptanz leuchteten die Buchstaben am Wochenende des 23./24. Juni 2018 zum Christopher-Street-Day (CSD) Freiburg 2018 in Regenbogenfarben.
Im März 2019 wurde eine neue Außenbeleuchtung des Gebäudes in Betrieb genommen. Sie kostete die Stadt 220.000 Euro und kann je nach Anlass das Gebäude auch farbig illuminieren. Durch die LED-Technik sollen gegenüber der alten 50 % Stromkosten eingespart werden.

## Inhalte

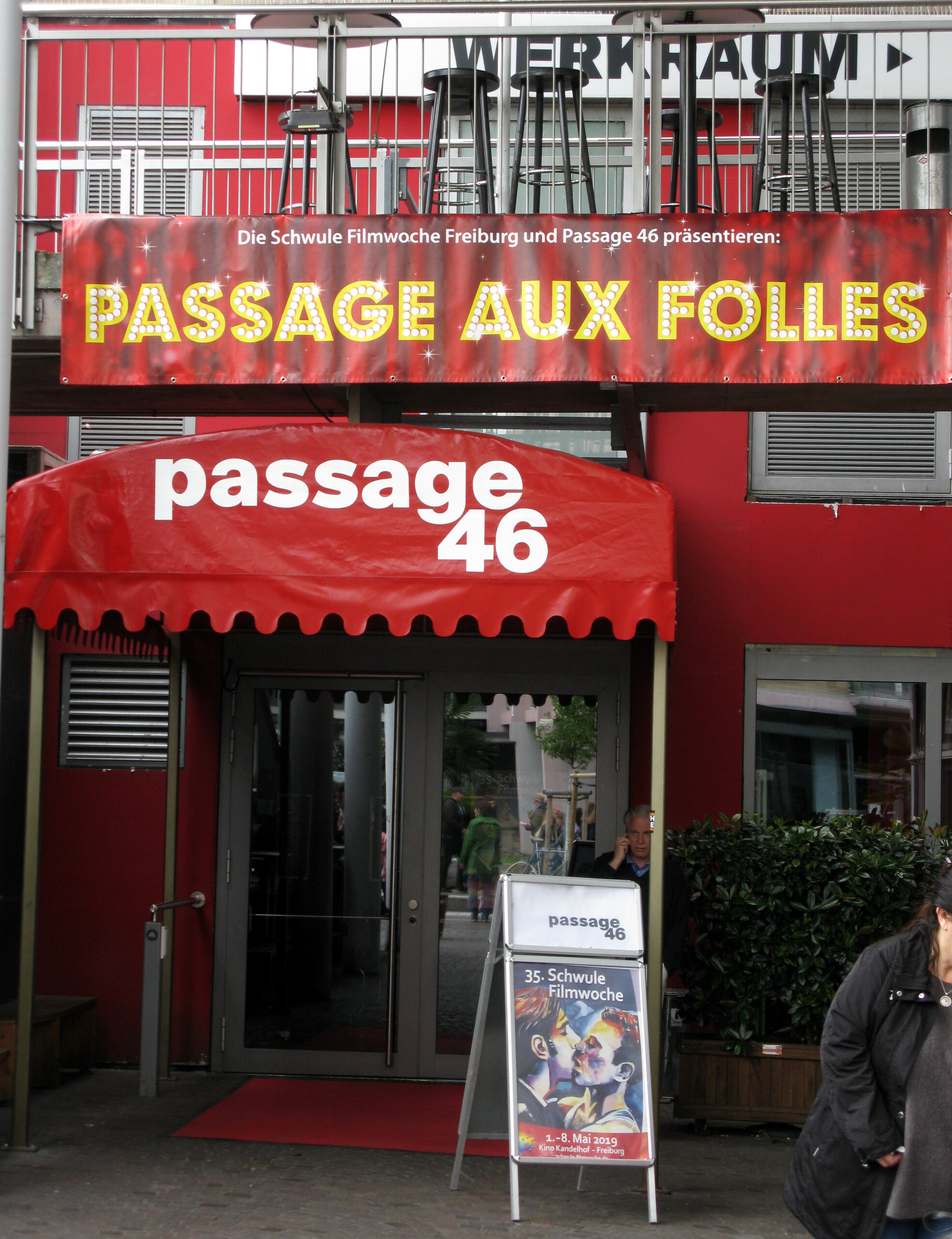
Passage 46, auch Eingang zum Kleinen Haus und zur Kammerbühne und oben zum Werkraum, seit September 2019 TheaterBar genannt

Das Theater Freiburg ist ein Mehrspartenhaus mit Opern- und Schauspielensemble. Die Tanzsparte arbeitet ohne eigenes Ensemble und lädt stattdessen Produktionen aus der ganzen Welt in das Breisgau ein. Hinzu kommen das Junge Theater (Motto: Du musst dein Ändern leben), der Chor und das Philharmonische Orchester, das neben dem Opernbetrieb Konzerte im Großen Haus und im benachbarten Konzerthaus gibt.
Der Werkraum ist ein offenes Atelier für das Junge Theater und ein Theaterlabor für die Fragen und Themen unserer Gegenwart. Beispiele sind die Familienkonferenz, ein Rechercheprojekt, das sich dem Thema Erziehung entlang einer Zeitspanne von über hundert Jahren widmete, oder Käpt'n Analog und die digital Natives, ein Mehrgenerationen-Theaterprojekt, das sich mit dem Übergang vom analogen ins digitale Zeitalter beschäftigt hat.
In der Kammerbühne standen während der Intendanz von Barbara Mundel bis 2017 politische Fragen im Vordergrund. Die Festung Europa wird dort aus unterschiedlichen Perspektiven verhandelt. Diverse Veranstaltungen und Theaterformate befassen sich mit Fragen wie: Wer entscheidet, wer hier leben darf? Wovon sprechen wir, wenn wir von Europa sprechen? Wer gehört dazu?

## Intendanten
| Jahre     | Intendant                     |
| 1896–1911 | Hans Bollmann                 |
| 1911–1916 | Paul Legband                  |
| 1919–1921 | Heinrich Schwantge            |
| 1921–1924 | Hans Pichler                  |
| 1924–1933 | Max Krüger                    |
| 1933–1936 | Albert Kehm                   |
| 1936–1942 | Wolfgang Nufer                |
| 1942–1945 | Paul Hieber                   |
| 1945–1949 | Sigmund Matuszewski (interim) |
| 1949–1951 | Franz Everth                  |
| 1951–1960 | Reinhard Lehmann              |

| Jahre     | Intendant                      |
| 1960–1969 | Hans-Reinhard Müller           |
| 1969–1975 | Volker von Collande            |
| 1975–1976 | H. Steiert/K. Seibel (interim) |
| 1976–1983 | Manfred Beilharz               |
| 1983–1989 | Ulrich Brecht                  |
| 1989–1993 | Friedrich Schirmer             |
| 1993–2002 | Hans J. Ammann                 |
| 2002–2005 | Amélie Niermeyer               |
| 2005–2006 | Stephan Mettin (interim)       |
| 2006–2017 | Barbara Mundel                 |
| 2017–2025 | Peter Carp                     |
| ab 2025   | Felix Rothenhäusler            |

## Spielstätten
|                | Plätze | Ort           |
| -------------- | ------ | ------------- |
| Großes Haus    | 900    | Bertoldstraße |
| Kleines Haus   | 260    | Bertoldstraße |
| Kammerbühne    | 75     | Bertoldstraße |
| Winterer-Foyer | 200    | Bertoldstraße |
| Werkraum       | 100    | Bertoldstraße |
| Konzerthaus    | 1660   | Bismarckallee |

## Besuchergemeinschaften
Seit 1949 gibt es Besuchergemeinschaften. 50 Vertrauenspersonen aus dem Umland von der Ortenau bis zum Hochrhein und in den Hochschwarzwald organisieren gemeinsame Theaterbesuche mit Bussen. Einmal im Jahr gibt es ein Treffen von Theaterleitung und Vertrauenspersonen. 2019 waren knapp 2.000 Abonnenten in Besuchergemeinschaften organisiert, Mitte der 1980er Jahre waren es 7.100. Der Rückgang erklärt sich mit der Zunahme der kulturellen Veranstaltungen auf dem Land und der Individualisierung der Gesellschaft.

## Anbindung
Die Haltestelle Am Stadttheater der Straßenbahn ist die einzige Straßenbahnhaltestelle in Freiburg, an der alle fünf Linien verkehren.
Auf der Rückseite an der Moltkestraße befindet sich eine Station des Fahrradverleihsystems Frelo.